# Наргиз (опера)
«Нарги́з» (азерб. Nərgiz) — вторая опера азербайджанского композитора, заслуженного деятеля искусств Азербайджанской ССР Муслима Магомаева, сочинённая в 1935 году. Либретто составлено писателем Мамед Саидом Ордубади. Считается наиболее значительным произведением Магомаева. Музыка оперы проникнута интонациями народных песен. В 1938 году в редакции Рейнгольда Глиэра опера была показана в дни Декады азербайджанского искусства в Москве. Это первая опера, посвящённая борьбе крестьян Азербайджана под руководством бакинского пролетариата за Советскую власть. «Наргиз» является первой азербайджанской оперой на современную тему.